# Le Mesnil-le-Roi
Le Mesnil-le-Roi là một xã thuộc tỉnh Yvelines, trong vùng Île-de-France, Pháp, có cự ly khoảng 8 km environ về phía bắc của Saint-Germain-en-Laye.

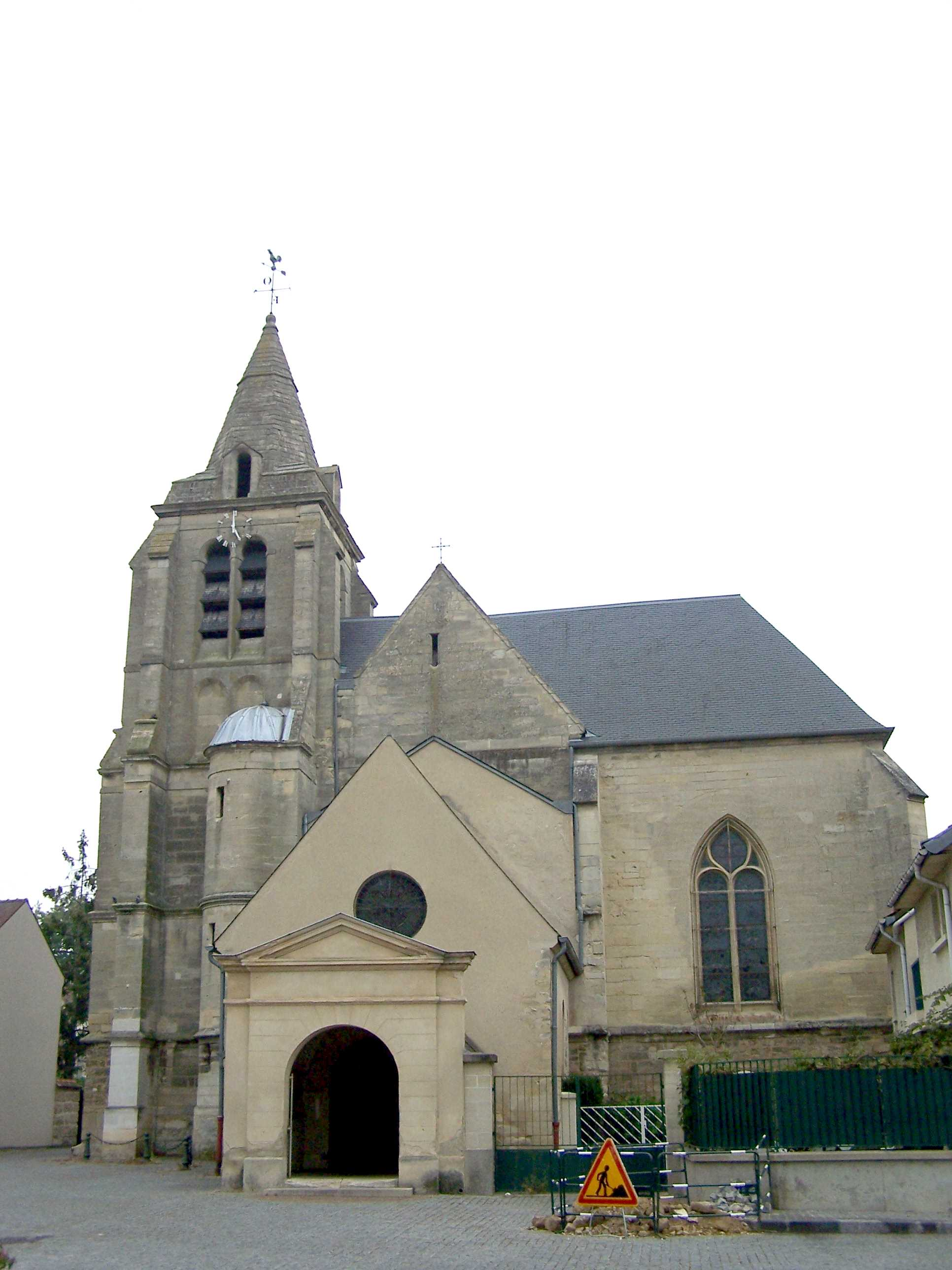
Nhà thờ Saint-Vincent

Các xã giáp ranh là: Maisons-Laffitte về phía bắc, du Pecq au sud et de Saint-Germain-en-Laye về phía tây. Về phía đông, la Seine la sépare de Montesson. 
Le territoire communal englobe également une partie d'une île de la Seine, l'île de la Commune.

## Hành chính
| Date d'élection                  | Identité                    |
| -------------------------------- | --------------------------- |
| Dữ liệu trước năm 2001 không rõ. |                             |
| tháng 3 2008                     | Marc Demeure                |
| tháng 3 2001                     | Marc Demeure                |
| tháng 5 năm 1995                 | Marc Demeure                |
| tháng 3 1971                     | Henri-Georges Dupret-Ecuyer |

## Biến động dân số
| v. 1882                                          | 1990 | 1999 |
| ------------------------------------------------ | ---- | ---- |
|                                                  | 6207 | 6206 |
| Số liệu lấy từ năm 1982: Dân số không tính trùng |      |      |